# 木骨造

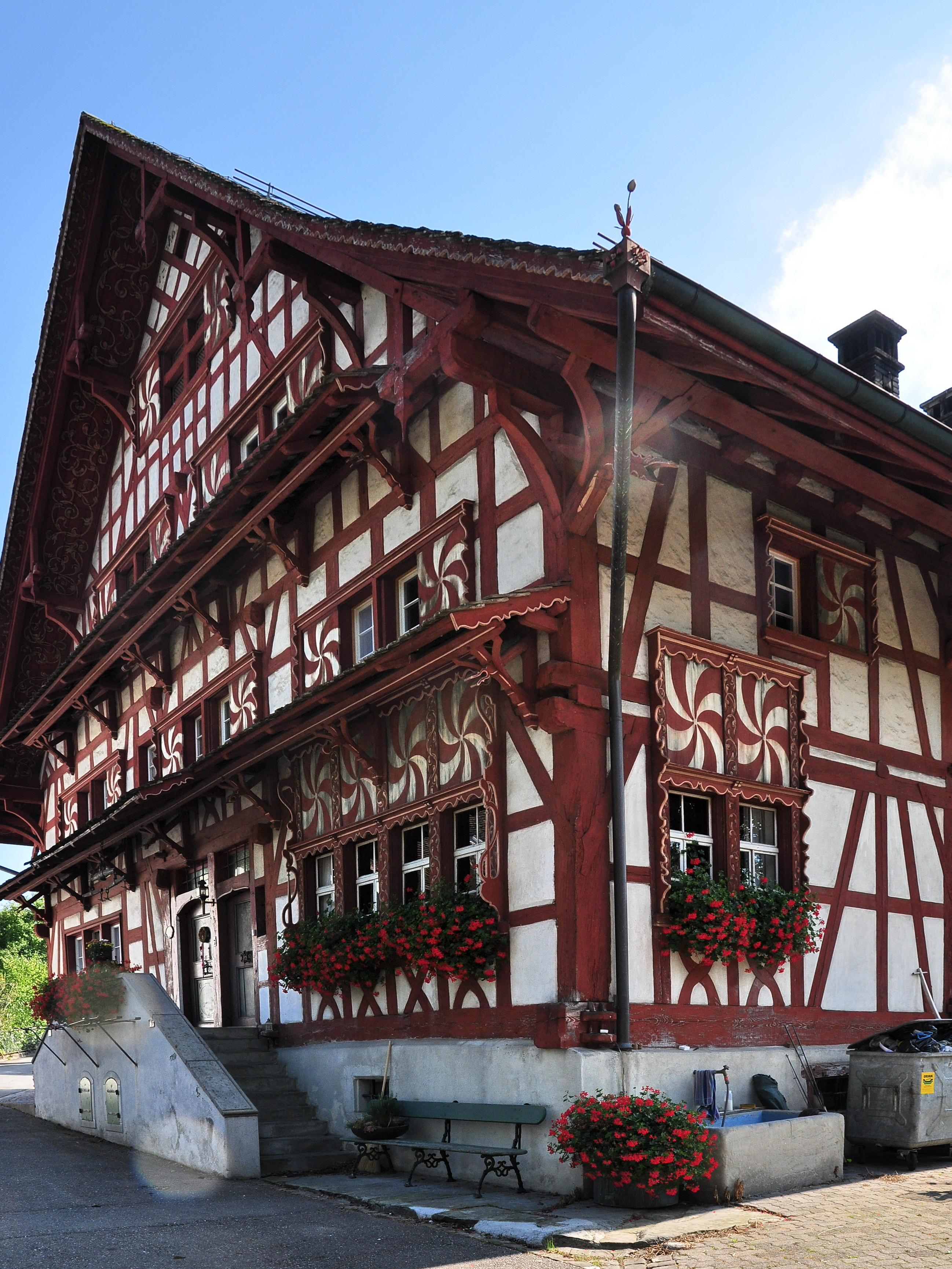
木骨造

木骨造（もっこつぞう）は、建築の構造の一つで、木造軸組構法、又はこれと組積造を折衷した構造である。英語表記ではティンバーフレーミング（timber framing）、ドイツ語表記ではファッハヴェルクハウス（Fachwerkhaus）、フランス語表記ではコロンバージュ（Colombages）。

## 概要
木材による柱・梁によりフレーム (骨組)を作り、骨組の間に石材や煉瓦（時には漆喰やコンクリートも用いる）で壁体を作ることにより耐力壁とし、軸組と壁の両方で荷重を支える。不動産登記事務取扱準則はこれに該当する建物構造として「木骨石造」「木骨れんが造」を挙げる。また、英語の"Half Timber"（ハーフティンバー）の訳語として「半木骨造」とも称する。
中世ヨーロッパの森林の多いドイツ、フランス、オランダ、イングランド地域において盛んに作られた。ドイツでは世界文化遺産に登録されたザクセン＝アンハルト州の古都クヴェトリンブルク （千棟を超す木骨造家屋）やニーダーザクセン州 の愛らしい街ツェレ（市中心部のコンパクトな木骨造家屋群）が特に美しい木骨造家屋の街として知られている。日本では、明治期に西洋建築を模倣した建築物に盛んに用いられた。壁体には煉瓦や大谷石が用いられた。また倉庫などには、伝統的な土蔵造に組積造の壁を取り入れた和洋折衷の木骨造も用いられた。
1970年代初めには、アメリカとカナダで、忠実に再現されたティンバーフレーム（木骨造）が盛んに建て始められた。この復興の影には、Steve Chappell、Jack Sobon、そしてTedd Bensonの研究成果が大きく関わっている。
現在の日本では、文化財建築物として保存・修復される一方で、木骨造（木造軸組構法と組積造の組み合わせ）が新築されることは少ない。
また、木造軸組構法のみでの木骨造（ティンバーフレーム）も、建築基準法の規定により、筋交いと耐力壁の設置が必要であり、こういった木造軸組構法のことを、在来軸組工法と呼んでいる。しかし、限界耐力計算などで構造計算をした木造軸組構法において、構造耐力を筋交いや耐力壁で負担しない場合、伝統工法と呼ばれる木造軸組構法での建築は可能である。